# 薩米特維爾 (印地安納州)
薩米特維爾（英語：Summitville）是一個位於美國印地安納州麥迪遜縣的城鎮。

## 人口
根據2010年美國人口普查的數據，薩米特維爾的面積為1.47平方千米，當中陸地面積為1.47平方千米，而水域面積為0.00平方千米。當地共有人口967人，而人口密度為每平方千米658人。